# إغير نيسلان (تيسفان)
إغير نيسلان هو دُوَّار يقع بجماعة تيسفان، إقليم تارودانت، جهة سوس ماسة في المملكة المغربية. ينتمي الدوّار لمشيخة تيسفان التي تضم 26 دوار. يقدر عدد سكانه بـ 92 نسمة حسب الإحصاء الرسمي للسكان والسكنى لسنة 2004.

## روابط خارجية
- البوابة الوطنية للجماعات الترابية
- المندوبية السامية للتخطيط